# Nick Rowland
Nick Rowland (* um 1990 in Stamford) ist ein britischer Filmregisseur und Drehbuchautor.

## Leben
Nick Rowland wurde in Stamford in den East Midlands geboren. Bevor er zum Film kam, versuchte sich Rowland in einer Karriere als professioneller Rallyefahrer und nahm an Rennen in ganz Großbritannien und sogar in China teil. Nachdem sein Sponsor 2008 wegfiel, beschloss er, sich fortan dem Filmemachen zu widmen.
Er besuchte die National Film and Television School in Beaconsfield, wo zur Zeit seines Studiums unter anderem Paul Thomas Anderson und Danny Boyle als Dozenten tätig waren. Sein Studentenfilm Dancing in the Ashes, in dem eine junge jüdische Ballerina aus ihrem Umfeld herausgerissen und in ein Todeslager der Nazis geschickt wird, wurde 2013 im Rahmen der Royal Television Society Awards ausgezeichnet. Sein Kurzfilm Out of Sight erhielt im Rahmen des Sundance Film Festivals eine Nominierung. Für seinen Kurzfilm Group B, in dem er seine frühere Karriere als Rallyefahrer wieder aufgriff und der von einem Teilnehmer in selbiger Gruppe Mitte der 1980er Jahre handelt, erhielt Rowling eine Nominierung im Rahmen der Student Academy Awards. Sein Kurzfilm Slap wurde beim Edinburgh International Film Festival ausgezeichnet und erhielt zudem jeweils eine BAFTA- und BIFA-Nominierung. Alle seine Kurzfilme entstanden während seiner Zeit an der NFTS.
Nach seinem dortigen Abschluss im Jahr 2015 war er als Regisseur für Fernsehserien wie Ripper Street und Hard Sun tätig. Im September 2019 feierte Rowlings Kriminalfilm Shadow of Violence im Rahmen des Toronto International Film Festivals seine Weltpremiere. Dabei handelt es sich um eine Adaption der gleichnamigen Kurzgeschichte des irischen Schriftstellers Colin Barrett, die 2013 in der Sammlung Young Skins veröffentlicht wurde. Shadow of Violence ist Rowlings Langfilmregiedebüt.

## Filmografie (Auswahl)
- 2012: Dancing in the Ashes (Kurzfilm, auch Drehbuch)
- 2014: Slap (Kurzfilm, auch Drehbuch)
- 2015: Group B (Kurzfilm, auch Drehbuch)
- 2016: Ripper Street (Fernsehserie, 2 Folgen)
- 2018: Hard Sun (Fernsehserie, 2 Folgen)
- 2019: Shadow of Violence (Calm with Horses)

## Auszeichnungen (Auswahl)
AFI Film Festival
- 2014: Nominierung für den Grand Jury Prize – Live Action Short Film (Slap)
- 2015: Nominierung für den Grand Jury Prize – Live Action Short Film (Group B)

British Academy Film Awards
- 2015: Nominierung als Bester Kurzfilm (Slap)

British Academy Film Awards, Scotland
- 2013: Nominierung für den New Talent Award – Drehbuchautoren (Dancing in the Ashes)

British Independent Film Award
- 2021: Nominierung für die Beste Regie (Shadow of Violence)
- 2021: Nominierung für den Douglas Hickox Award (Shadow of Violence)[6]

Edinburgh International Film Festival
- 2014: Auszeichnung als Bester Kurzfilm (Slap)

London Film Festival
- 2019: Nominierung für den Sutherland Award im First Feature Competition (Shadow of Violence)

Student Academy Awards
- 2015: Nominierung für den Honorary Foreign Film Award – Foreign Short (Group B)

Sundance Film Festival
- 2015: Nominierung für den Short Film Grand Jury Prize (Out of Sight)

Tallinn Black Nights Film Festival
- 2014: Nominierung für den Sleepwalkers Jury Prize (Slap)